# Windows-Insider-Programm
Das Windows-Insider-Programm von Microsoft ermöglicht es Benutzern, die eine gültige Windows-11-Lizenz besitzen und die Systemanforderungen unterstützen sich für Vorabversionen des Betriebssystems zu registrieren. Bisher war ein solcher Zugang nur für Entwickler verfügbar.

## Geschichte
Das Windows-Insider-Programm wurde am 30. September 2014 zusammen mit Windows 10 angekündigt. Im September 2015 nahmen über 7 Millionen Menschen am Windows-Insider-Programm teil. Am 12. Februar 2015 begann Microsoft, die Vorschau von Windows 10 Mobile zu testen. Microsoft gab bekannt, dass die Versionen des Windows-Insider-Programms über die offiziellen Versionen von Windows 11 für zukünftige Updates hinausgehen würde. Dona Sarkar ist die aktuelle Leiterin des Windows-Insider-Programms. Ihr Vorgänger Gabe Aul wechselte im Juni 2016 überraschend zu Facebook. Für Microsoft Office, Bing und die Xbox wurden durch separate Teams ein eigenes Insider-Programm errichtet. Wer dem Programm beigetreten ist, hat 10 Tage Zeit, um auf die „normale“ Windows-Version zu wechseln. Ist diese Zeit um, muss der Computer zurückgesetzt bzw. neu gebootet werden, um auf die normale Version von Windows zu wechseln, da Windows bei einem Austritt nicht die Version des Systems ändert. Alternativ beendet man die Teilnahme und erhält dann beim Release der nächsten Stable Version diese Microsoft startete ursprünglich das Programm für Enterprise-Tester und „technisch fähige“ Personen, um neue Entwickler-Features auszuprobieren und Feedback zu sammeln, um die in Windows 10 bis zum offiziellen Start des Betriebssystems integrierten Features zu verbessern. Das Insider-Programm für PCs wurden insgesamt 5 Millionen Mal auf Windows 10 und Windows 10 Mobile registriert und die Insider waren auch unter den ersten Leuten, die das offizielle Update auf Windows 10 erhielten.
Mit der Freigabe von Windows 10 wurde die Windows-Insider-App mit der Einstellungs-App verschmolzen, so dass es zu einem integrierten Feature wurde. Somit konnte das Programm genutzt werden, ohne eine separate App installieren zu müssen.

## Gruppen / Kanäle
In Windows 10 Insider Updates wurden Testern (Insidern) zunächst in Gruppen (rings) bereitgestellt. In Gruppen abgegrenzt erhielten Microsoft-Mitarbeiter und Windows Insider Builds unterschiedlicher Qualität. Im Juni 2020 löste Microsoft im Windows Insider Program die Gruppen durch „Channels“ ab. Seit 6. März 2023 ist der Canary Channel öffentlich.

### Gruppen
Insider in der „schnellen Gruppe“ (fast ring) erhielten Updates vor den Insidern in der „langsamen Gruppe“ (slow ring). Im Februar 2016 führte Microsoft weitere Gruppen für die Windows Insider-Vorschau ein. Im November 2019 gab Microsoft die Skip Ahead Gruppe auf, und das Ziel aus, mit der „schnellen Gruppe“ (fast ring) zur selben Zeit alle Windows Insider zeitgleich mit der aktuellsten Vorschauversion erreichen zu wollen.
| Gruppe (ring)                                                  | Gruppe (ring)                                              | Verfügbarkeit | Beschreibung |
| -------------------------------------------------------------- | ---------------------------------------------------------- | ------------- | --- |
| Canary Gruppe (Canary ring)                                    | Canary Gruppe (Canary ring)                                | Intern        | Diese Gruppe erhielt täglich Updates und ist nur für Windows-Entwickler in der Windows- und Geräte-Gruppe zugänglich. |
| Windows und Geräte Gruppe (Windows and devices group ring)     | Windows und Geräte Gruppe (Windows and devices group ring) | Intern        | Nachdem die Canary Gruppe einen Build genehmigt hat, sollte diese Gruppe die Updates überprüfen. |
| Microsoft Gruppe (Microsoft ring)                              | Microsoft Gruppe (Microsoft ring)                          | Intern        | Dies war die letzte nichtöffentliche Phase und wurde an interne Microsoft-Mitarbeiter verteilt, sobald die vorherige Gruppe den Build genehmigt hatte. |
| Windows Insider Vorschau Gruppe (Windows Insider Preview ring) | Überspringen (Skip Ahead)                                  | Öffentlich    | Windows Insider im Skip Ahead erhielten Vorabversionen des nächsten Major-Releases. Diese wurden sofort installiert, so dass Benutzer so schnell wie möglich neue Features auf Kosten möglicher Bugs erhalten konnten. Gruppenmitglieder wurden mit Release der getesteten Major-Version automatisch in den Fast-Ring migriert. Diese Gruppe wurde bei jedem anstehenden Major Release erneut geöffnet. |
| Windows Insider Vorschau Gruppe (Windows Insider Preview ring) | Schnell (Fast)                                             | Öffentlich    | Windows Insider im Fast Ring erhielten Builds, nachdem sie von der Microsoft Gruppe genehmigt wurden. Diese wurden sofort installiert, so dass Benutzer so schnell wie möglich neue Features auf Kosten möglicher Bugs erhalten konnten. Diese Gruppe wurde am 21. Oktober 2014 mit dem Start von Build 9860 hinzugefügt.                                                                               |
| Windows Insider Vorschau Gruppe (Windows Insider Preview ring) | Langsam (Slow)                                             | Öffentlich    | Wenn es keine Probleme mit Builds gab, die vom Fast Ring gemeldet wurden, wurde der Build später (oder gleichzeitig) zum Slow Ring versendet. Dies ist die Standardoption für Konsumer-Versionen von Windows Insider Preview und war die einzige Gruppe, die beim Start verfügbar war, bis der Fast-Ring hinzugefügt wurde.                                                                             |
| Windows Insider Vorschau Gruppe (Windows Insider Preview ring) | Vorschau (Release Preview)                                 | Öffentlich    | Dieser Ring, der mit dem Build 10586 am 10. Februar 2016 eingeführt wurde, ermöglichte es Windows Insidern, frühzeitig auf Patches und Fixes für ihre aktuellen Builds zuzugreifen. Er liefert keine Builds mit neuen Features, so dass es sicherer und weniger anfällig für Bugs war als die anderen Ringe.                                                                                            |

### Kanäle
Anders als bei den Gruppen (rings) durchlaufen Builds in Kanälen (channels) nicht zunächst interne und dann externe Zielgruppen, also Microsoft Mitarbeiter und dann Windows Insider. Vielmehr folgen auf automatisierte Tests interne in kleinem Kreise, gefolgt von experimentierfreudige Windows Insider, dem erst dann ein Rollout an alle Arbeitsplätze bei Microsoft folgt.
| Kanal           | Verfügbarkeit | Beschreibung |
| --------------- | ------------- | --- |
| Canary          | Öffentlich    | In diesem Kanal werden Builds getestet, die bisher ausschließlich einfachen, automatisierten Tests unterlagen. Diese Builds früher Entwicklungszyklen enthalten den neuesten Quellcode und werden täglich bereitgestellt, sind daher relativ instabil und fehlerbehaftet. |
| Selfhost        | Intern        | In diesem Kanal werden Builds geprüft, die für den Dev Channel vorgesehen sind. Diese sind stabiler als die im Canary Channel. |
| Dev             | Öffentlich    | In diesem Kanal haben technisch versierte Insider Zugriff auf Builds, die in Canary und Selfhost Channels getestet wurden, entsprechend stabiler allerdings zugleich noch in der Entwicklung sind und also Instabilitäten und unvollendete Oberflächen aufweisen können.  |
| Microsoft       | Intern        | In diesem Kanale werden Insider-geprüfte Builds innerhalb Microsofts eigenen Unternehmensumfeld getestet, bevor Updates in den Beta-Kanal Einzug finden. Die Builds dieses Kanals gelten als stabiler als die im Dev Channel.                                             |
| Beta            | Öffentlich    | In diesem Kanal werden Windows-11-Builds getestet, die als zuverlässig im Dev Channel herausgestellt haben. Builds sind an eine bestimmte, bevorstehende Version gebunden und enthaltener Funktionsumfang wird von Microsoft fortentwickelt.                              |
| Release Preview | Öffentlich    | In diesem Kanal haben Insider Zugriff auf das bevorstehende Windows 10 oder Windows 11 vor der Veröffentlichung gegenüber der Allgemeinheit, einschließlich ausgereifter Updates und wichtiger Funktionen.                                                                |

## Unterstützte Mobiltelefone
Microsoft hat ursprünglich die Windows 10 Insider Preview (offiziell als Windows 10 Technical Preview) für bestimmte Telefone der dritten Generation (x30 Serie) von ihrer Lumia- Serie gestartet und anschließend in der Testphase für Geräte der zweiten Generation (x20-Serie) freigegeben. Nachdem viele Windows Insider ihre Nicht-Lumia-Telefone gehackt hatten (die damals nicht unterstützt wurden), um die Vorschau-Builds herunterzuladen, antwortete Microsoft, indem sie alle nicht unterstützten Modelle blockierte. Um die installierte technische Vorschau zu Windows Phone 8.1 zurückzusetzen, startete Microsoft das Windows Device Recovery Tool, das Windows 10 entfernte und die neueste offiziell freigegebene Software und Firmware wiederherstellte.
Vorschau Build 10080, veröffentlicht am 14. Mai 2015, war der erste, der ein Nicht-Lumia-Gerät, das HTC One M8 für Windows unterstützte. Dies wurde von Xiaomi verfolgt, der in Partnerschaft mit Microsoft einen ROM-Port von Windows 10 an seinem Flaggschiff Mi 4 am 1. Juni 2015 veröffentlichte. Damals war es auf bestimmte registrierte Benutzer in China beschränkt. Build 10080 und der Build 10166 brachte auch Unterstützung für die vierte Generation der Lumia (x40) Geräte. Als Ergebnis werden jetzt alle Lumia Telefone, die Windows Phone 8 (oder höher) besitzen, unterstützt.
Am 19. Februar 2016 veröffentlichte Microsoft die erste Windows 10 Mobile Redstone Vorschau, Build 14267. Beginnend mit diesem Build wurden zukünftige Vorschauversionen ausschließlich für Geräte ausgeliefert, die bereits eine Nicht-Insider-Vorschau des Betriebssystems ausführen, mit Ausnahme der Mi4 ROM Version. Danach folgte der Build 14291, der am 17. März 2016 in Verbindung mit der offiziellen RTM-Version von Windows 10 Mobile auf die dritte und vierte Generation von Lumias, für bestehende Windows 10-Geräte veröffentlicht wurde.